# Körbelitz
Körbelitz este o comună din landul Saxonia-Anhalt, Germania.